# Estación de Petra
Petra es una estación ferroviaria perteneciente a la red de Servicios Ferroviarios de Mallorca (SFM). Está situada en el término municipal de Petra, en España, a las afueras del núcleo urbano. Fue inaugurada en el año 2003 con motivo de la reapertura del tramo ferroviario Empalme-Manacor.

## Situación ferroviaria
La estación se encuentra en punto kilométrico 53,672 de la línea férrea de ancho métrico de Palma a Manacor, a 97 metros de altitud. El tramo es de vía única y está electrificado a 1500 V en CC. Históricamente perteneció a la línea, parcialmente desmantelada, de Palma a Artá con ramales a Felanich, La Puebla y Alaró.

## Historia
La estación original fue inaugurada el 19 de abril de 1879 con la puesta en marcha del tramo Sinéu - Manacor en la línea de Palma a Manacor. Su explotación inicial quedó a cargo de la Compañía de los Ferrocarriles de Mallorca quien también se hizo con la línea Inca - La Puebla en 1878. Sin embargo, con la creación de FEVE fue nacionalizada e integrada en la nueva compañía nacional. Inicialmente el ancho de la vía era de tres pies (914 mm). En 1941, al no ser la línea de ancho ibérico, la antigua estación no fue nacionalizada ni transferida a la recién creada RENFE, sino que pudo conservar su autonomía, al menos durante una década.
El 1 de agosto de 1951 las líneas de los Ferrocarriles de Mallorca se nacionalizan y pasan a ser gestionados por Explotación de Ferrocarriles por el Estado (EFE). El patrimonio ferroviario de Ferrocarriles de Mallorca quedó incorporado definitivamente al estado en 1959. EFE inició un proceso de sustitución de la tracción vapor por diésel, que supuso la eliminación de la tracción a vapor, cuyo último servicio aconteció el 12 de diciembre de 1964.
Sin embargo, con la creación de FEVE la explotación quedó a cargo de nueva compañía estatal en 1964.
El 20 de junio de 1977 fue clausurado el tramo Empalme-Manacor-Artá —y con ello esta estación— debido a un accidente en un paso a nivel cercano a Petra. El cierre, que iba a ser temporal, se convirtió en definitivo.
El 31 de marzo de 1994 la gestión de FEVE se traspasa al gobierno balear, por medio de los Serveis Ferroviaris de Mallorca (SFM) fundados el 14 de enero de ese mismo año, que explota un total de 77 kilómetros de vías en ancho métrico.
En 2001 el Gobierno de las Islas Baleares inició las obras de reapertura del tren a Manacor, volviendo el ferrocarril insular a pasar por Petra, en una nueva estación, el 11 de mayo de 2003. Se iniciaron las obras de una posible reapertura de la línea hasta Artá, pero en 2011 se pararon las obras y finalmente en 2013 se canceló definitivamente el proyecto estando las obras sin concluir. El 8 de enero de 2019 llegó el primer tren eléctrico a la estación. Hasta esa fecha los viajeros que quisieran ir de Manacor a Inca debían hacer trasbordo en la estación de Empalme.

## La estación
Se sitúa en el límite norte del núcleo urbano. La estación original, más céntrica, tenía tres vías: la general con un andén, una derivada a la izquierda y una vía muerta en toperas conectada por el lado Manacor. Petra disponía de aguada, servicios públicos, almacén y muelle de mercancías. El edificio de viajeros, aún en pie, se situaba a la derecha de las vías y es de dos plantas, con tres vanos adintelados por costado y planta. Producto de una serie de reivindicaciones políticas locales, la antigua estación de Petra —en servicio entre 1879 y 1977— no fue rehabilitada;  
Al reabrirse la línea en 2003, ya en ancho métrico, se rectificó el trazado por el exterior del casco urbano, dando un rodeo por el norte y el este. La nueva estación de Petra se sitúa en el lado de la carretera de Petra a Santa Margalida y dispone de dos vías, la general (vía 1) y una derivada la izquierda (vía 2) en kilometraje ascendente. Tiene dos andenes laterales con una marquesina acristalada en la vía 1, siendo dicho andén del doble de anchura que el que presta servicio a la vía derivada. No hay edificio de viajeros, sino una estructura donde están los tornos de acceso. Los andenes se comunican a nivel, nada más cruzar los tornos. Completan las instalaciones una amplia zona de aparcamiento de vehículos y otra de bicicletas.

## Servicios ferroviarios
La estación forma parte de las líneas de la red de Servicios Ferroviarios de Mallorca siendo terminal de la T3. El servicio se presta con trenes eléctricos de la serie 81 de SFM, fabricados por CAF.
El horario de frecuencias de la estación puede consultarse en la siguiente página. En general, hay una frecuencia mínima de cuarenta minutos hacia Palma en laborables, hasta un tren cada hora hacia Palma en sábados y festivos. Los tiempos de paso aumentan en los últimos trenes, pudiendo llegarse a superar la hora.
| procedencia/destino | < estación | Línea | estación > | destino/procedencia |
| ------------------- | ---------- | ----- | ---------- | ------------------- |
| Palma de Mallorca   | Sinéu      |       | Manacor    | Manacor             |